# Křišťanova (Prachatice)
 Křišťanova je ulice v Prachaticích situované v městské památkové rezervaci na silniční parcele 1511/13. V ulici je 12 čísel popisných. Její začátek tvoří křižovatka s Kostelním náměstím u kostela svatého Jakuba Většího a končí křižovatkou s ulicemi Poštovní a Husovou.

## Historie a popis
Současná Křišťanova ulice vznikla vestavbou bloku měšťanských domů na Velké náměstí, čímž se zmenšila plocha tohoto náměstí. Zároveň se snížil význam Věžní a Husovy ulice, které zástavba od náměstí oddělila. Po  požáru v Prachaticích  v roce 1832 byla městským opevněním  proražena Nová brána a Křišťanova tak byla napojena na Husovu ulici, která se stala jednou ze tří ulic umožňujících výjezd a vjezd do města. Situace v místě dnešní ulice je zachycena na mapách druhého vojenského mapování, které byly dokončeny v roce 1852. Vyznačena je i na mapách vymezujících prachatickou městskou památkovou rezervaci.

## Název ulice
V 18. století se setkáváme s pojmenováním die untere Gasse nebo Gasse ober der Kirchen. To nebyl úřední název ulice, pouze vyjadřoval její polohu ve vztahu k Velkému náměstí a ke kostelu svatého Jakuba Většího. Na konci 18. století se objevuje německý název Kirchengasse. Po vzniku samostatné ČSR v roce 1918 je používán český ekvivalent tohoto názvu Kostelní ulice až do roku 1947. Pouze v době nacistické okupace v letech 1938 – 1945 byla opět používána  německá verze. V roce 1947 je ulice pojmenována na paměť prachatického rodáka Křišťana z Prachatic a jeho jméno nese ulici dosud.

## Architektonický a urbanistický význam Křišťanovy
Křišťanova ulice v Prachaticích tvoří součást uliční sítě městské památkové rezervace. Její archivní výzkum v kontextu historie centra města a stavebně historický průzkum ukazují vývoj historického jádra od 15. do 20. století. Významnou informací o životě ve městě  je i vývoj českého a německého názvu ulice v národnostně smíšených Prachaticích.

### Domy v Křišťanově  ulici zapsané v Ústředním seznamu kulturních památek
V Křišťanově ulici jsou evidovány v Ústředním seznamu kulturních památek tyto nemovité kulturní památky
- Křišťanova čp. 172 (Prachatice)
- Křišťanova čp. 171 (Prachatice)
- Křišťanova čp. 62 (Prachatice)
- Křišťanova čp. 36
- Křišťanova čp. 65 (Prachatice)
- Křišťanova čp. 63 (Prachatice)
- Křišťanova čp. 33 (Prachatice)
- Křišťanova čp. 64 (Prachatice)
- Křišťanova čp. 34 (Prachatice)
- Křišťanova čp. 173 (Prachatice)

## Galerie

### Mapy centra a Křišťanovy ulice

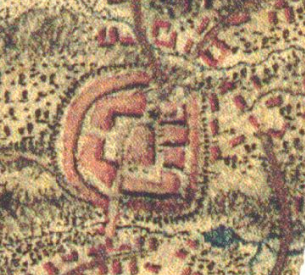
Prachatice na mapách prvního vojenského mapování (1764–1783)
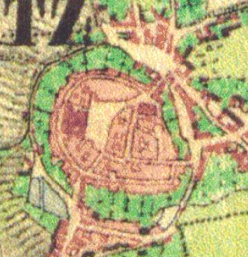
Prachatice na mapách druhého vojenského mapování (1836–1852)

### Pohledy do Křišťanovy  ulice

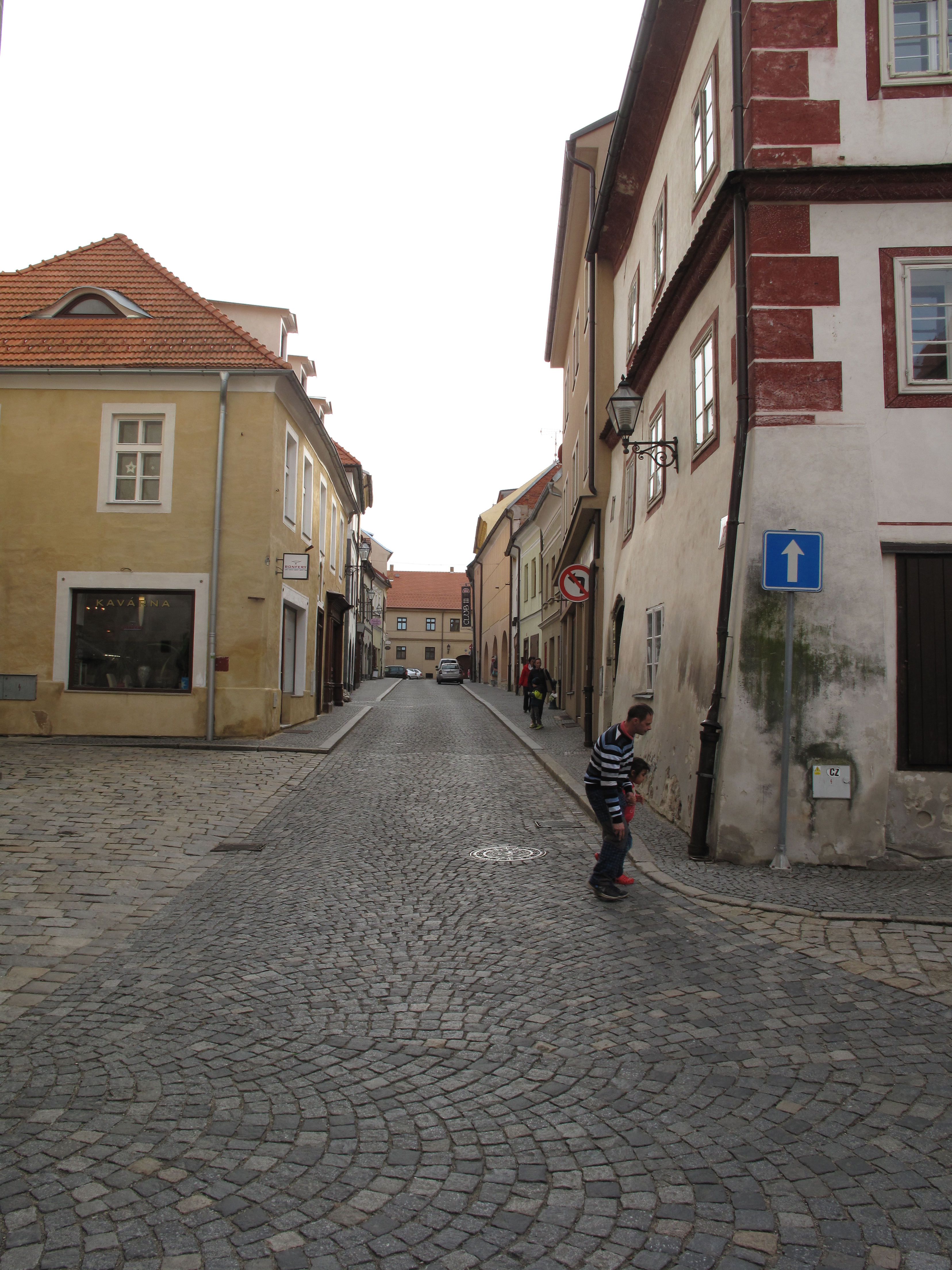
Pohledy do Křišťanovy ulice
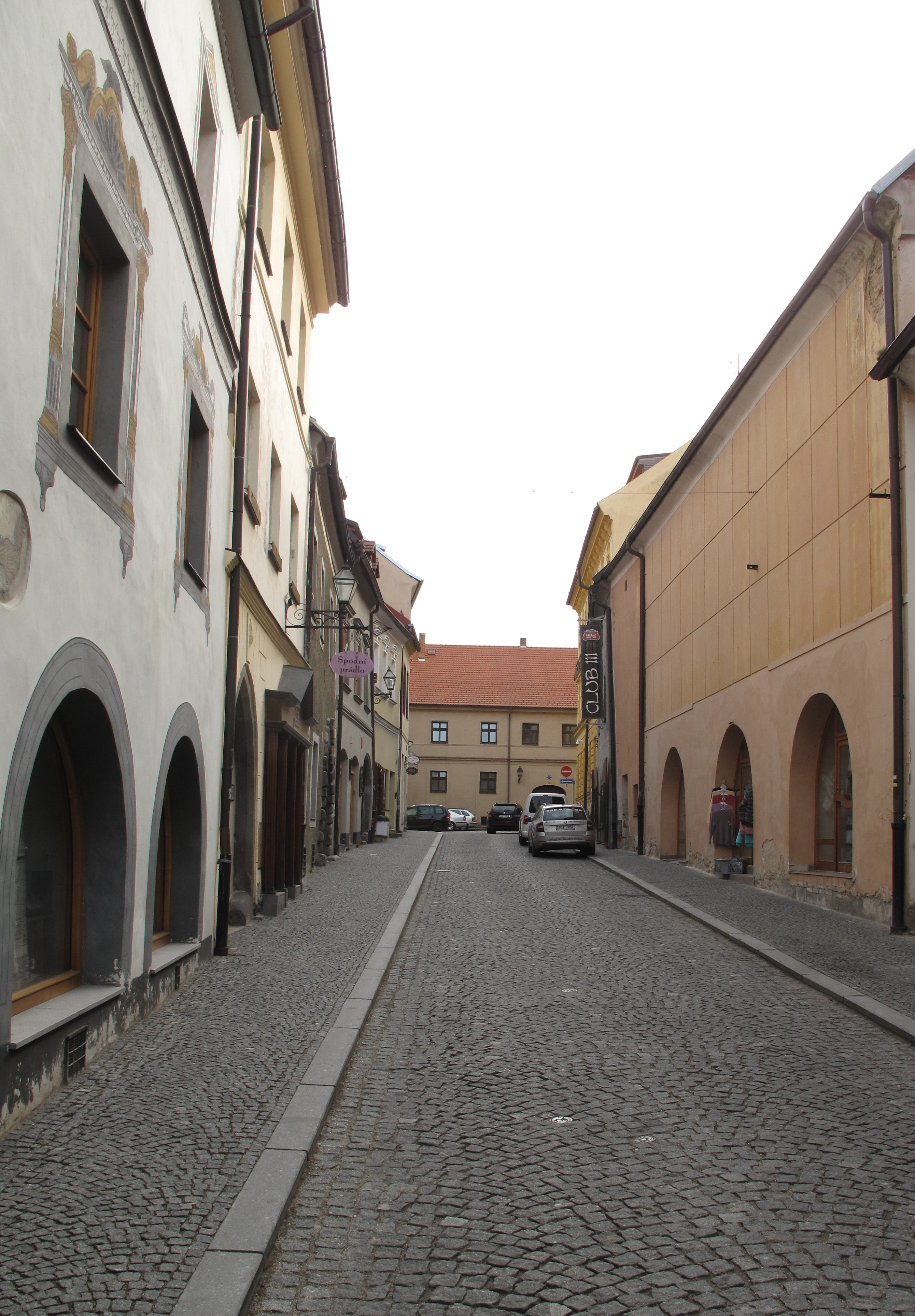
Pohledy do Křišťanovy ulice
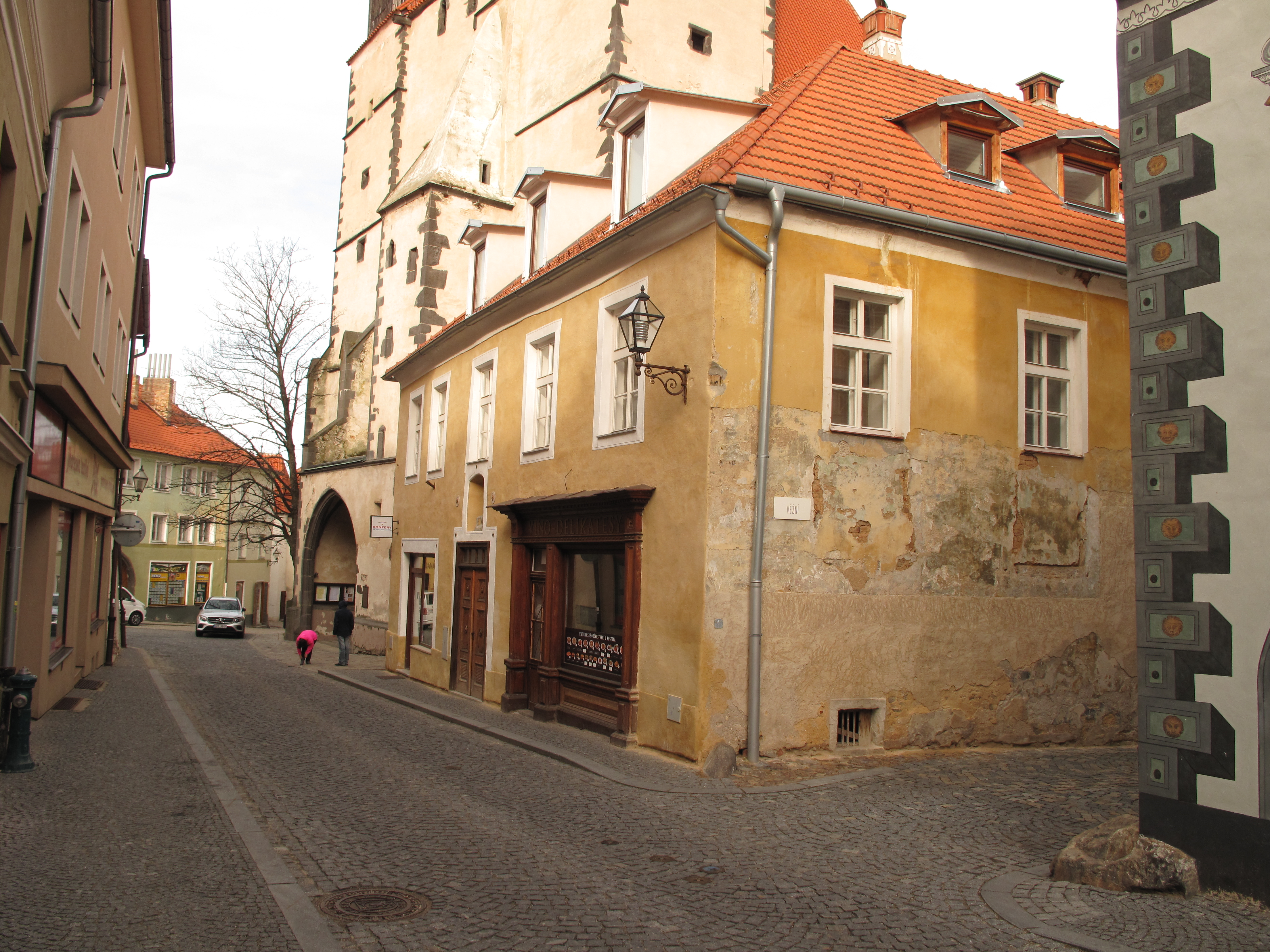
Pohled do Křišťanovy ulice
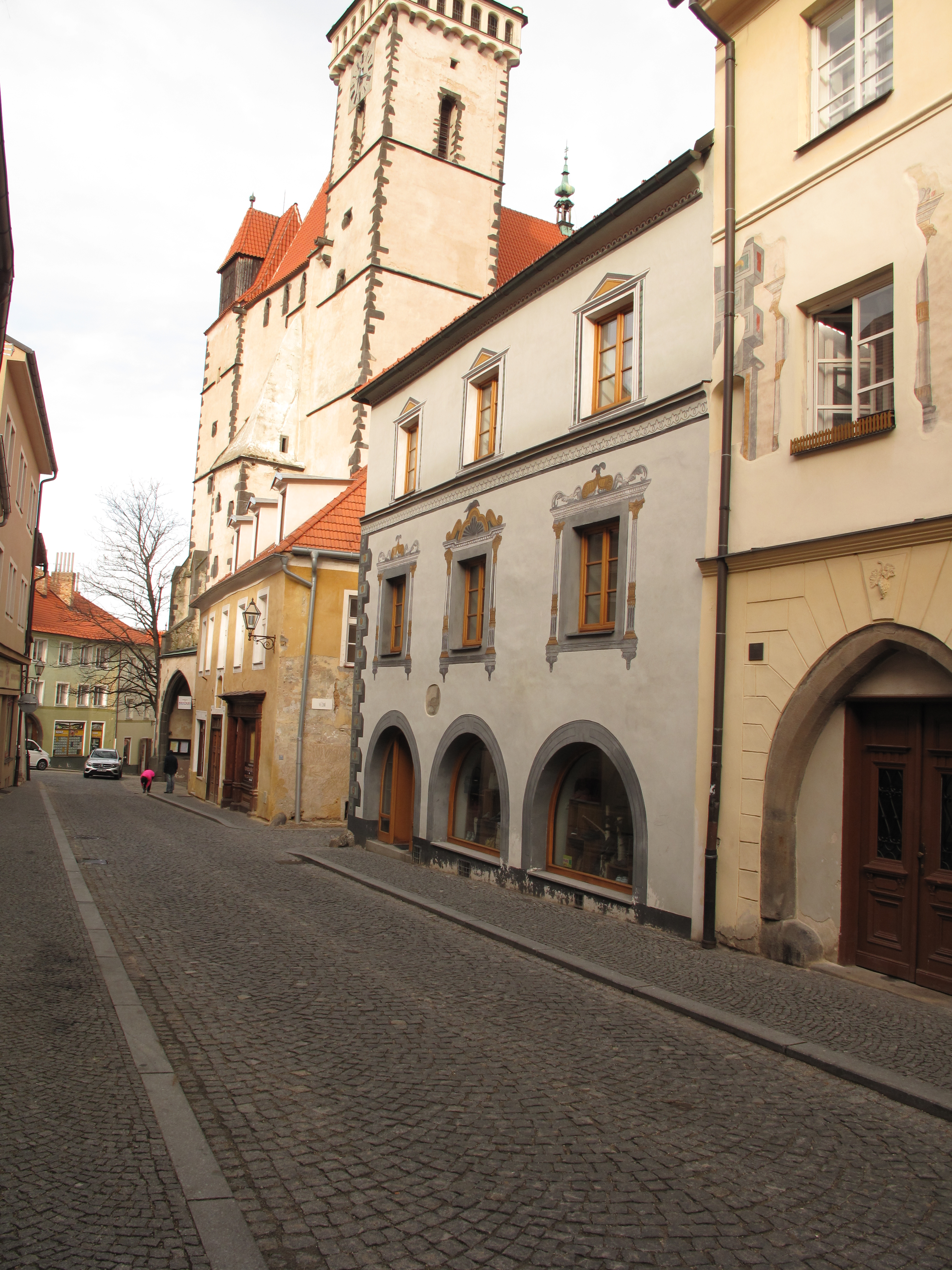
Pohled do Křišťanovy ulice
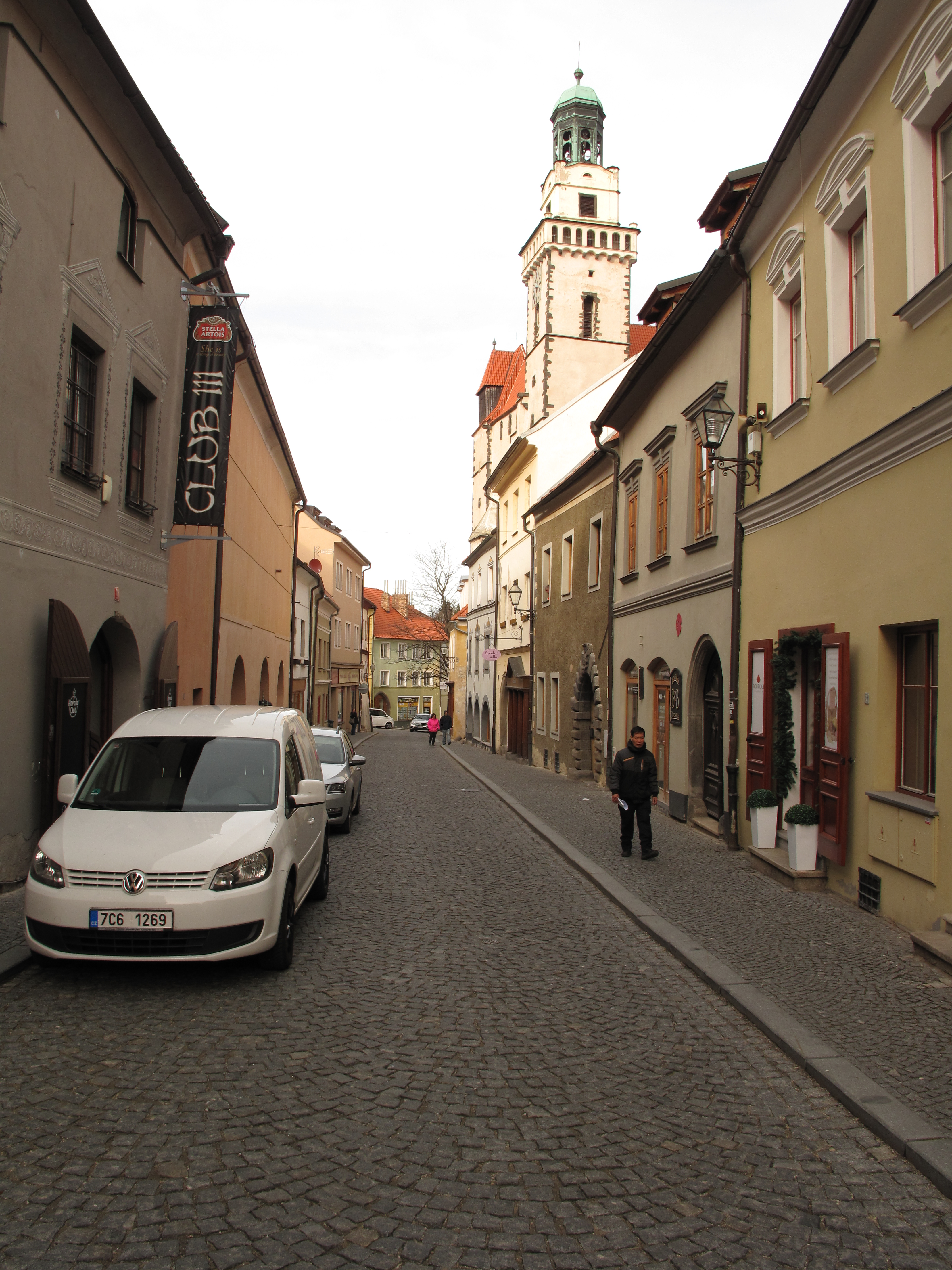
Pohled do Křišťanovy ulice
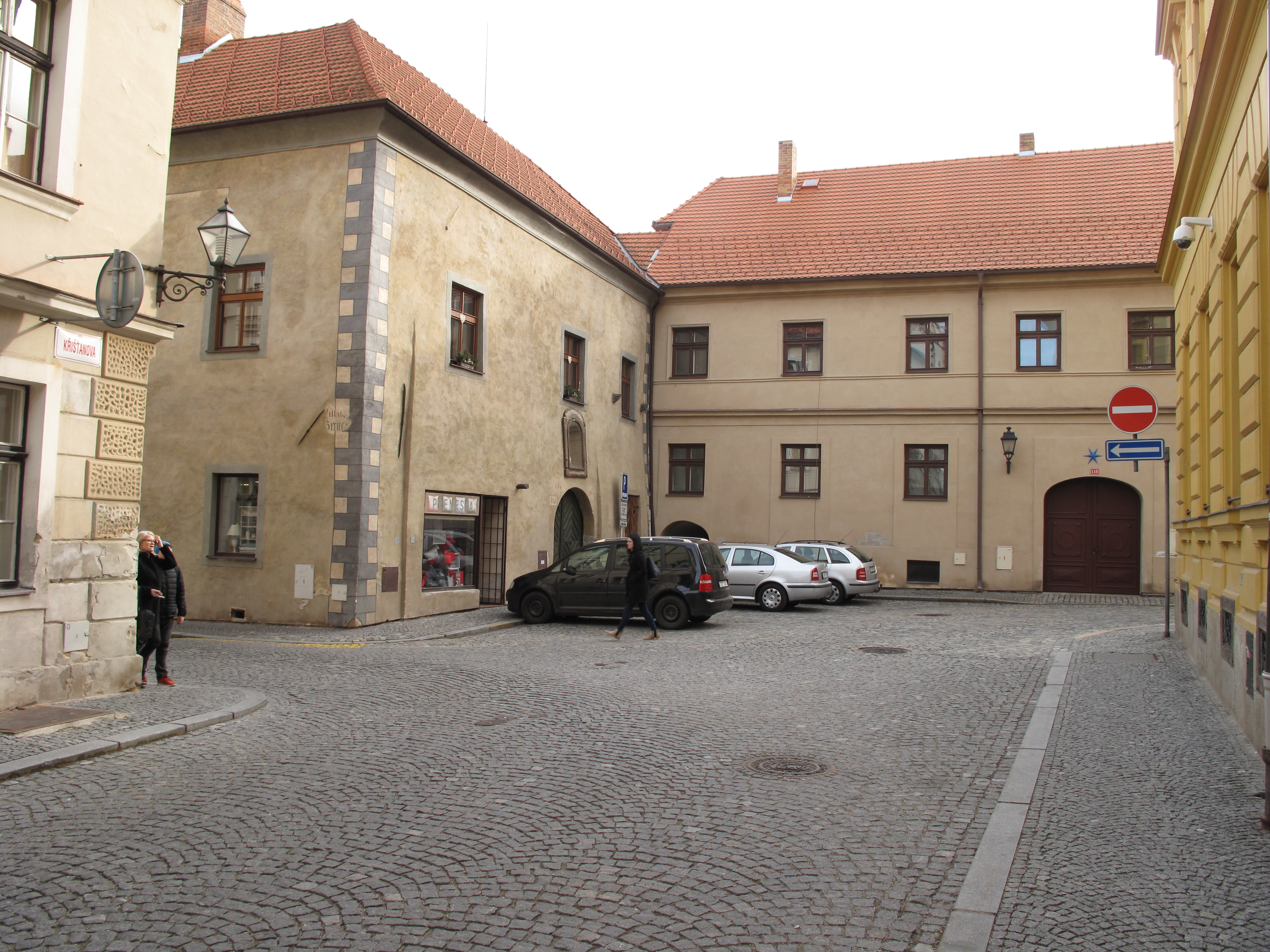
Pohled do Křišťanovy ulice
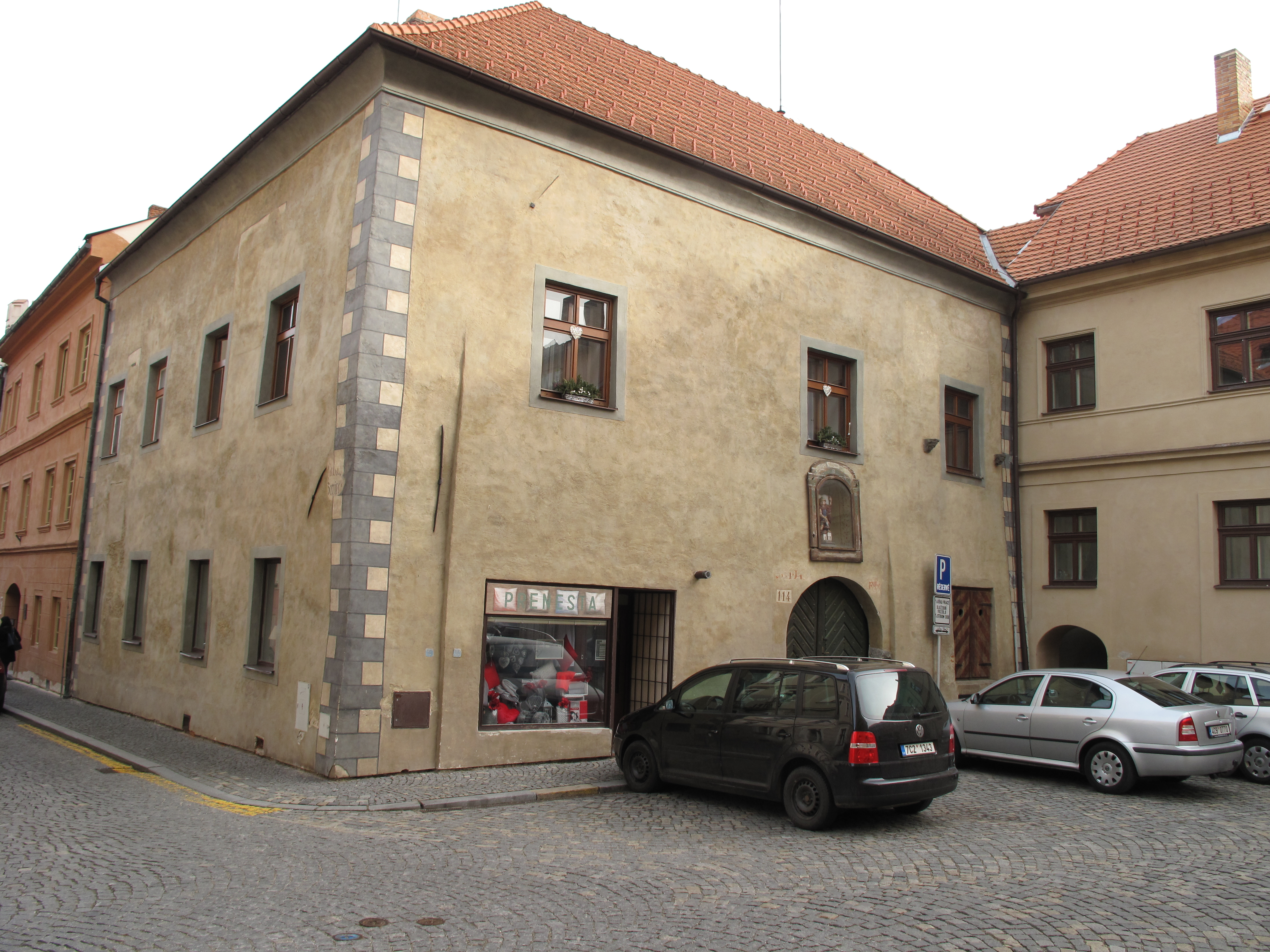
Pohled do Křišťanovy ulice

### Detaily Křišťanovy ulice

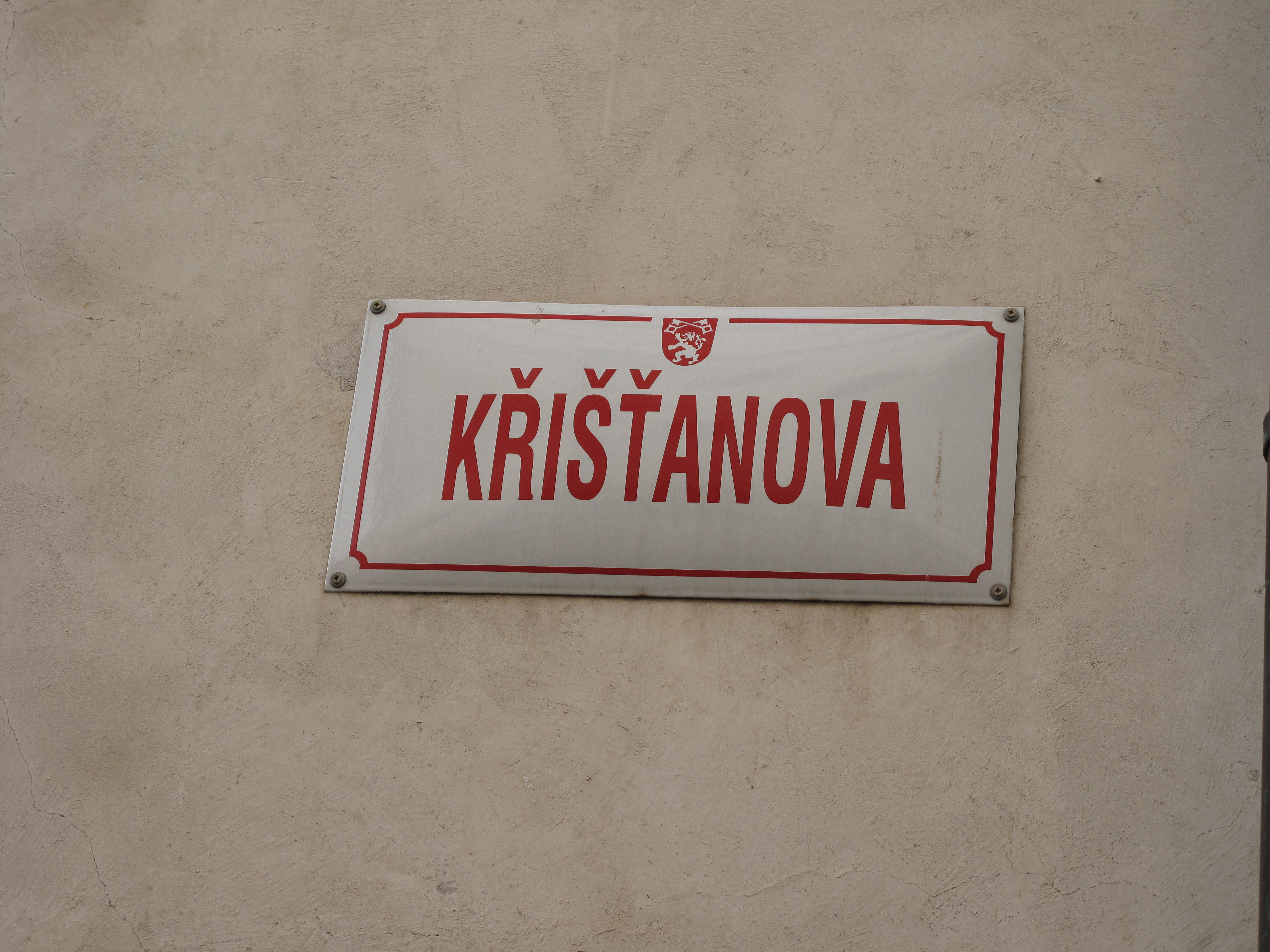
Detail Křišťanovy ulice
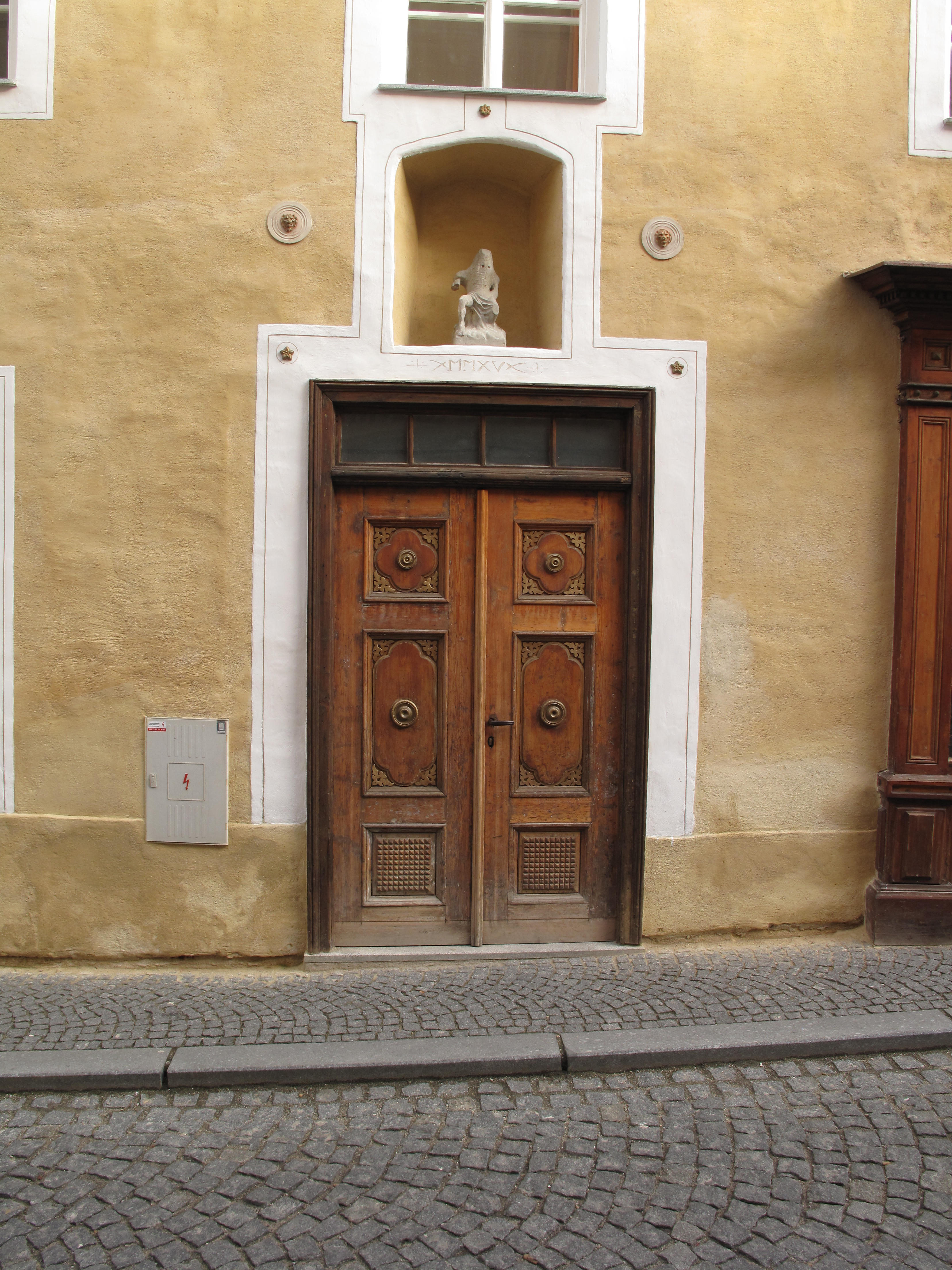
Detail Křišťanovy ulice
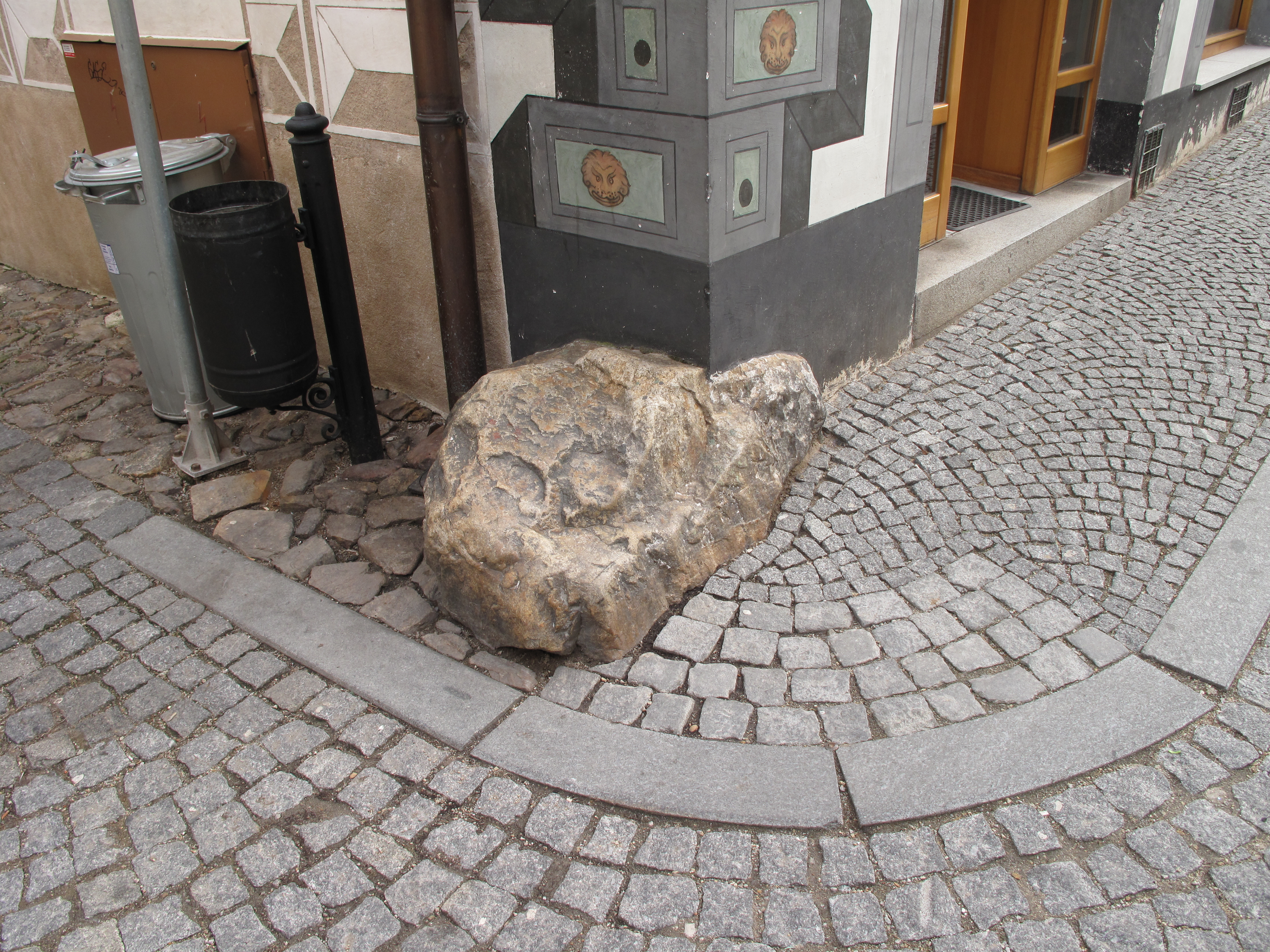
Detail  zádlažby Křišťanovy ulice
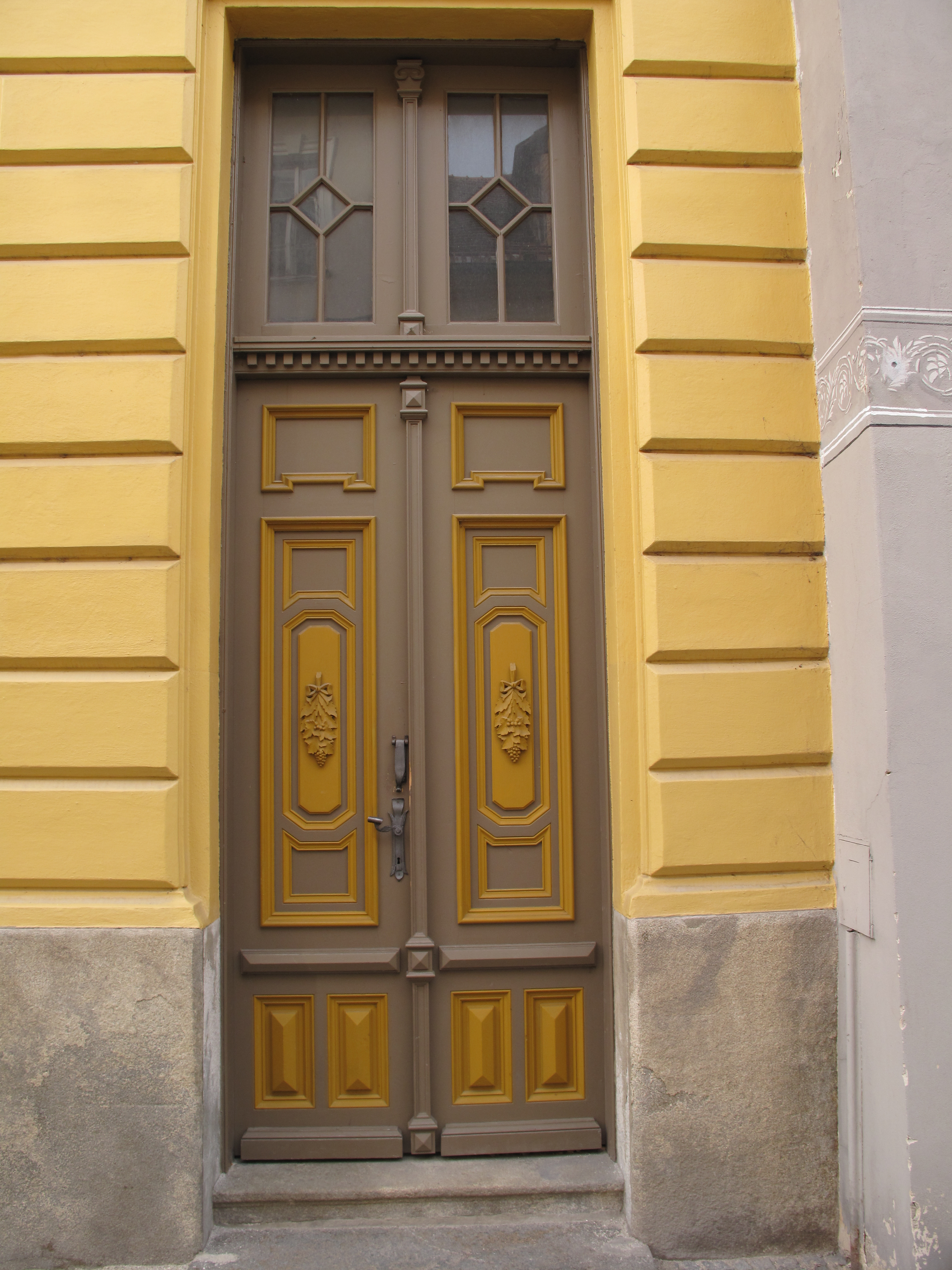
Detail Křišťanovy ulice
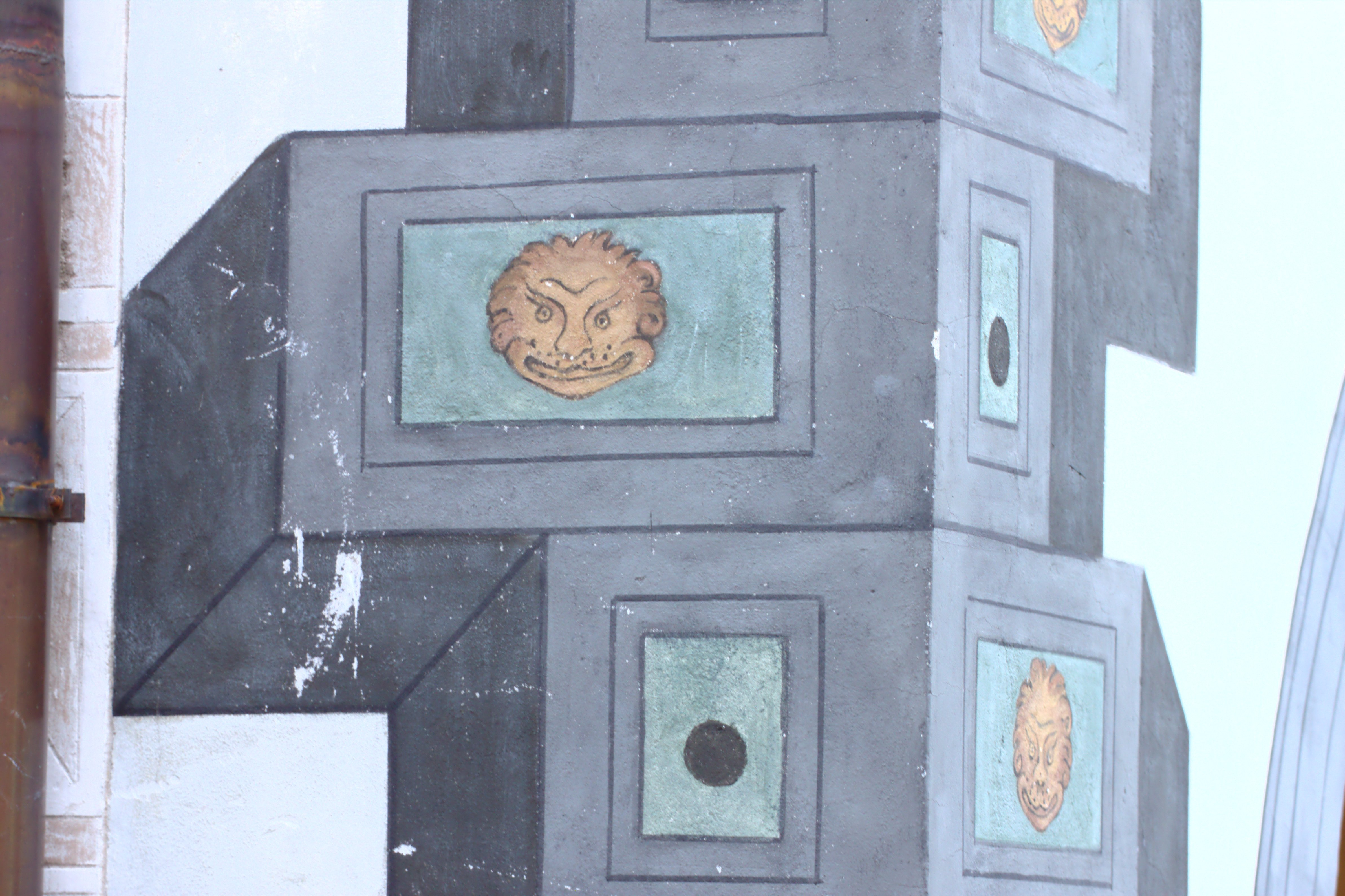
Prachatice, detail Bosáže na domě v Křišťanově ulici

### Domy ve Křišťanově ulici

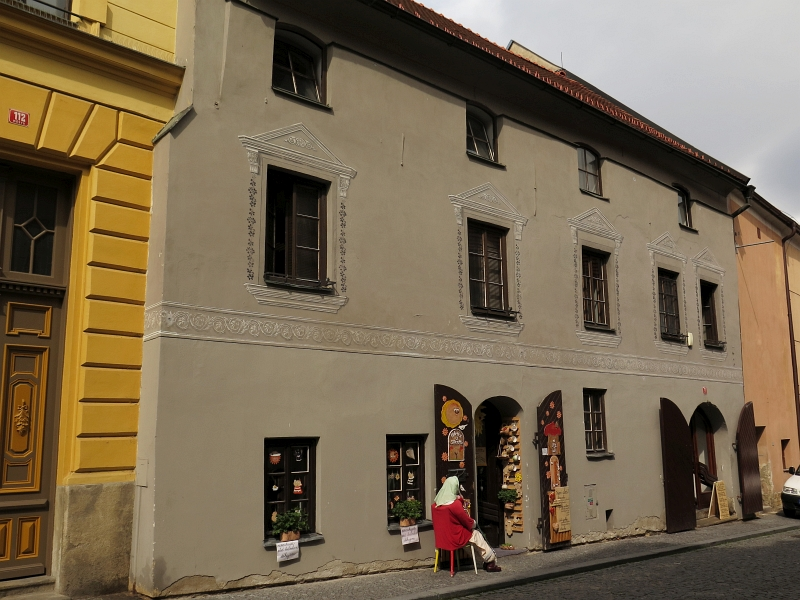
Prachatice, Křišťanova čp. 111
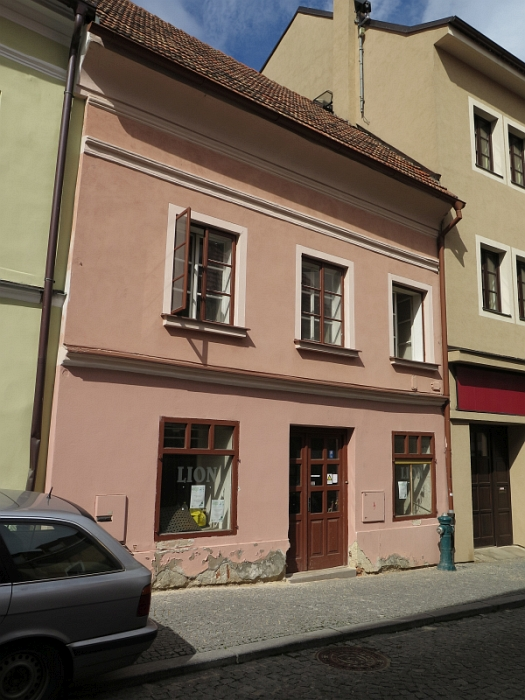
Prachatice, Křišťanova čp. 171
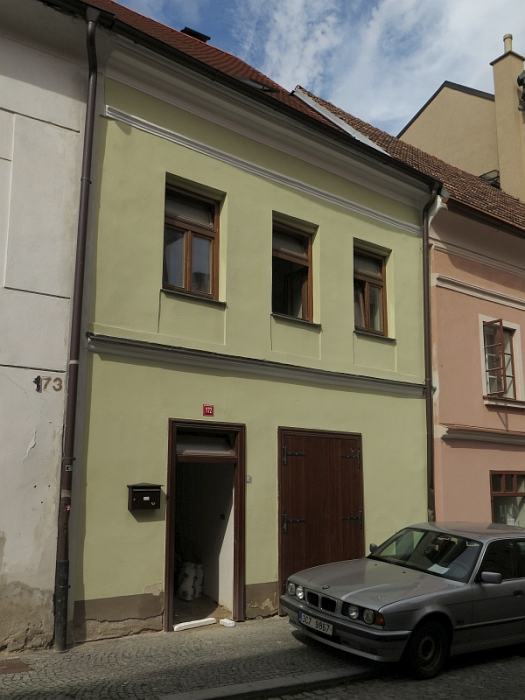
Prachatice, Křišťanova čp. 172
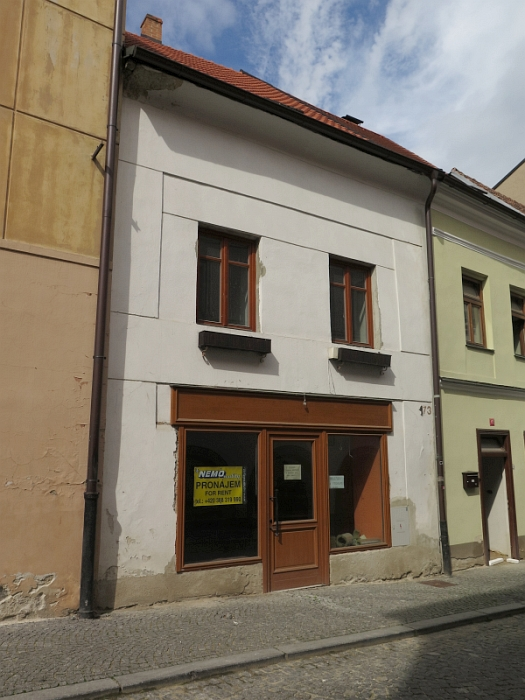
Prachatice, Křišťanova čp. 173
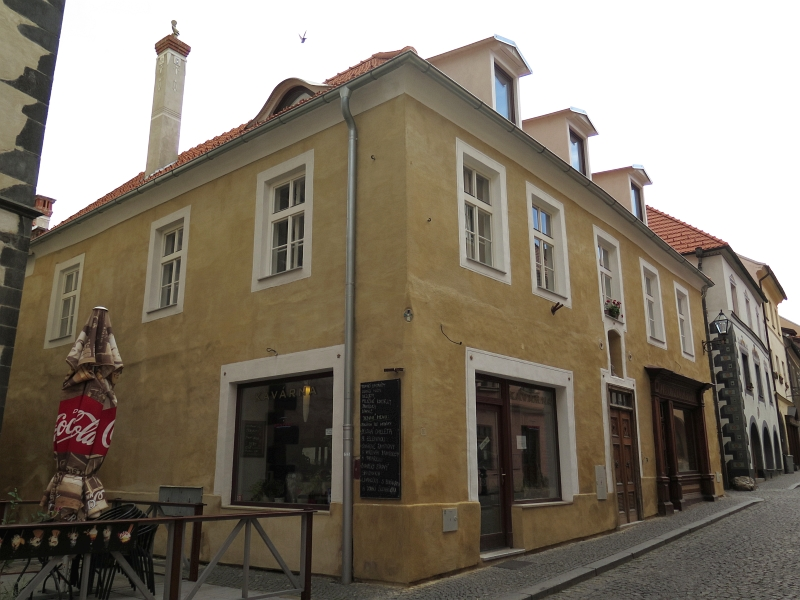
Prachatice, Křišťanova čp. 33
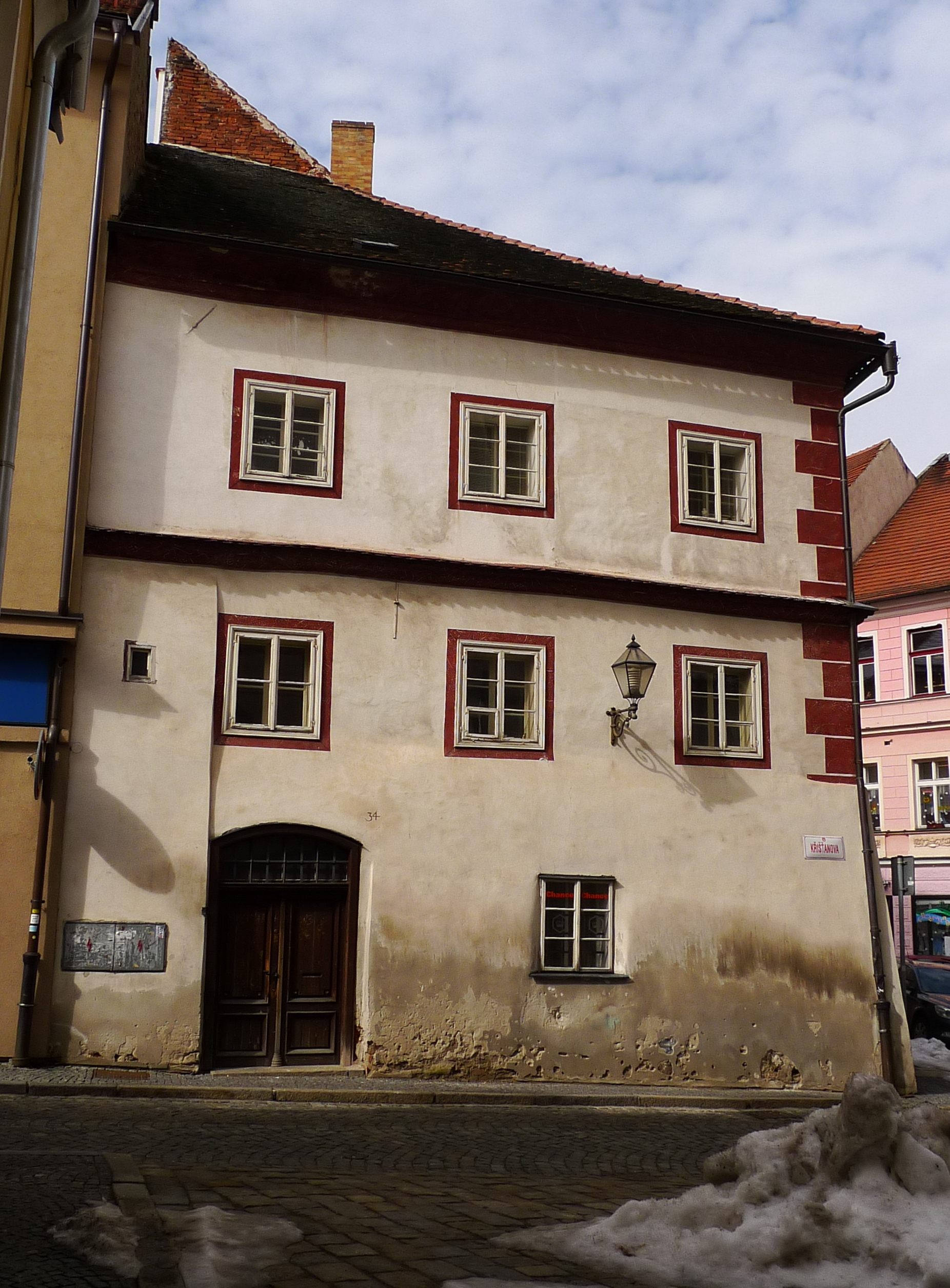
Prachatice, Křišťanova čp. 34
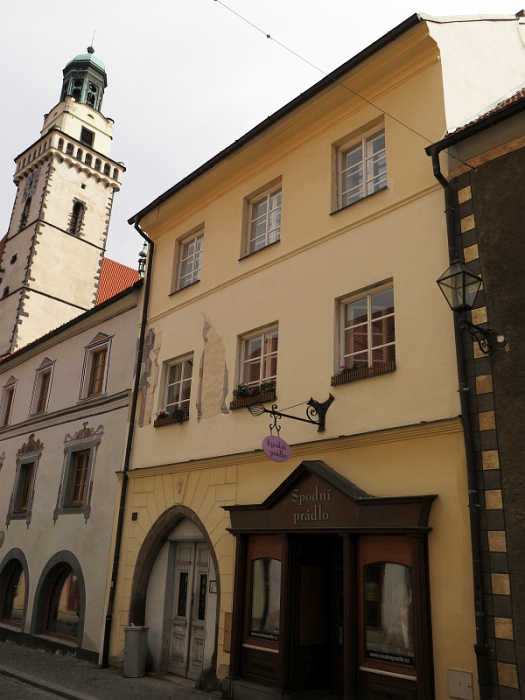
Prachatice, Křišťanova čp. 62
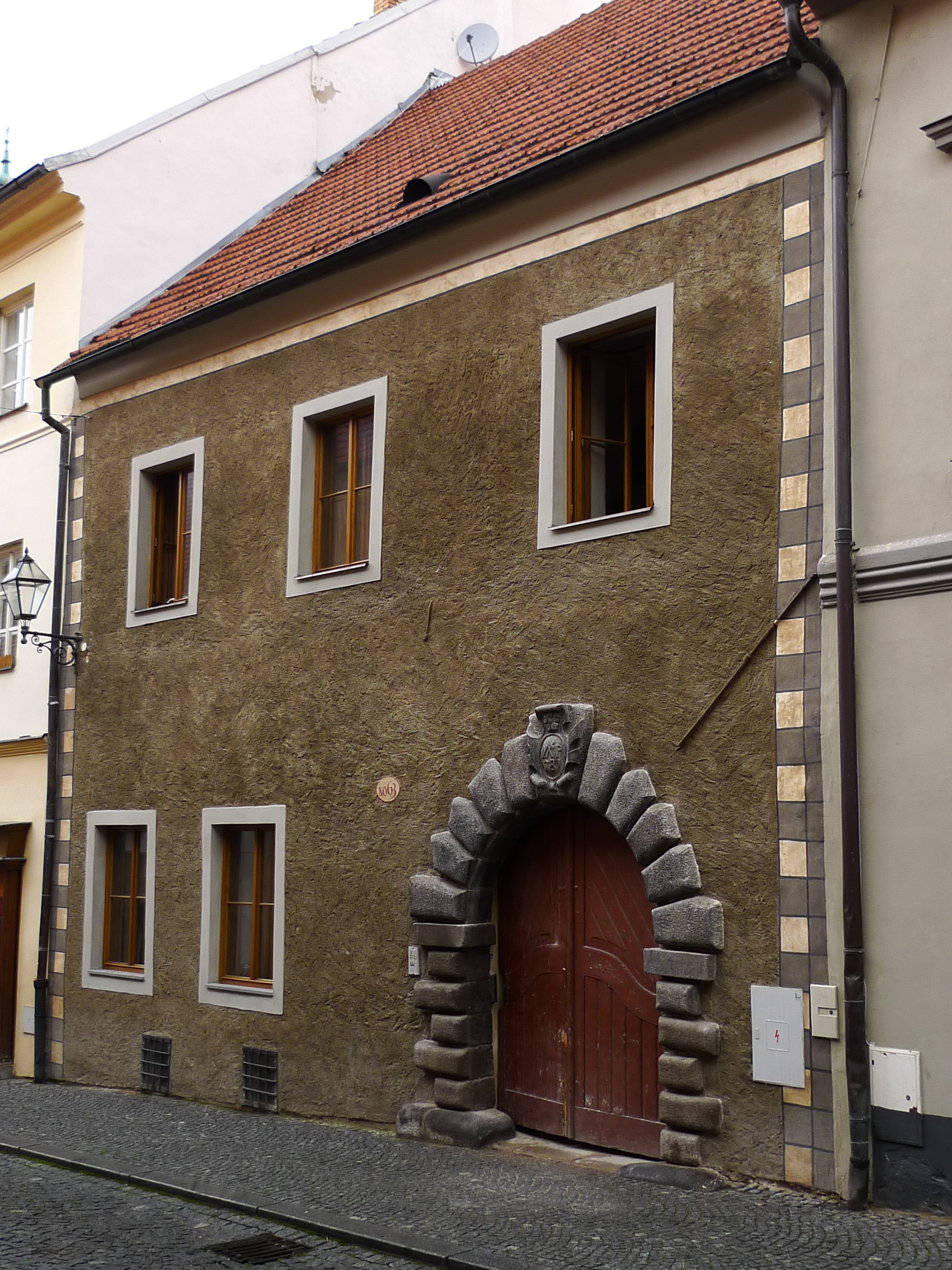
Prachatice, Křišťanova čp. 63
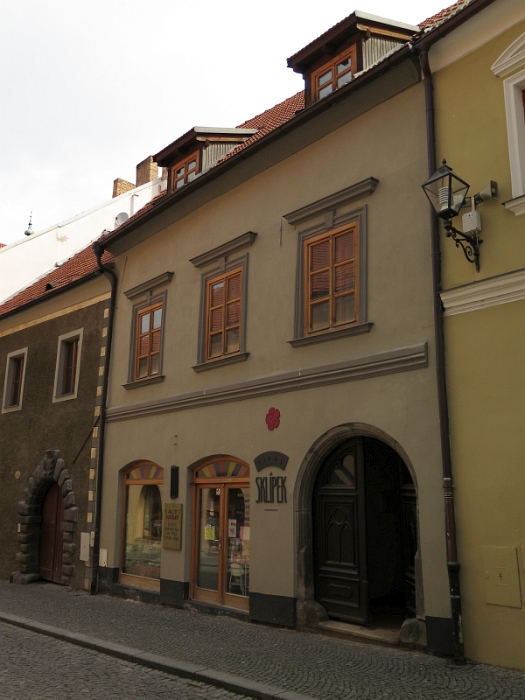
Prachatice, Křišťanova čp. 64